# Anders Nilsson (1899–1985)
Anders Nilsson, född 13 juli 1899 i Järvsö socken, död 11 februari 1985 i Tyresö församling, var en svensk tidningsredaktör, A-pressdirektör och kommunalpolitiker (socialdemokrat).
Anders Nilsson var son till kvarnägaren Anders Nilsson. Han arbetade 1912–1915 som mjölnardräng, var 1916 skogs- och verkstadsarbetare och därefter 1917–1919 elektriker. Redan som tonåring engagerade han sig i arbetarrörelsen och följde vid Socialdemokratiska arbetarepartiets (SAP) partisplittring 1917 med kommunistfalangen. Han lämnade dock kommunisterna i protest mot Moskvateserna 1920.
Nilsson studerade 1919–1921 vid Brunnsviks folkhögskola och var 1920 medarbetare i Nya Norrland. Han arbetade 1921–1922 som instruktör vid Arbetarnas bildningsförbund (ABF) i Gävleborgs län och därefter som redaktionssekreterare vid Nya Norrland. Under tiden var han ordförande i Ångermanlands socialdemokratiska partidistrikt. Nilsson flyttade därefter till Falköping där han 1926–1933 var redaktör för Skaraborgaren, sekreterare i Skaraborgs läns socialdemokratiska partidistrikt 1927–1933, ordförande i Falköpings arbetarekommun 1929–1933 och ledamot av Falköpings stadsfullmäktige 1930–1934.
Nilsson var 1933–1940 tillförordnad partisekreterare i SAP, ledamot av styrelsen för Morgon-Tidningen 1939–1951, ledamot av styrelsen för Aftontidningen AB 1940–1948 och VD för A-Pressens förlags AB 1940–1961. Vidare var han ledamot av styrelsen för AB Skaraborgaren från 1943, ledamot av styrelsen för Fastighets AB Socialen från 1949, VD i A-pressens samorganisation 1950–1961, ledamot av styrelsen för Journalistinstitutet och av verkställande utskottet för International Federation of Social Democratic Press.

## Fotnoter
1. 1 2  Anders Nilsson, Svenskt biografiskt lexikon, Svenskt Biografiskt Lexikon-ID: 8934, läs online.[källa från Wikidata]
2. ↑  Libris, Kungliga biblioteket, 5 november 2012, läs online, läst: 24 augusti 2018.[källa från Wikidata]